# Undecided (canção de Chris Brown)
"Undecided" é uma canção lançada pelo cantor norte-americano Chris Brown. Foi disponibilizada como single em 4 de janeiro de 2019, através da RCA Records. A música serve como primeiro single do nono álbum de estúdio de Brown, Indigo.
A canção foi escrita por Chris Brown, Felicia Ferraro e Antonio Stith, enquanto foi produzida por Scott Storch e Avedon. "Undecided" é uma música R&B e pop midtempo, com sua letra sendo sobre Brown refletir sobre sua hesitação em se comprometer totalmente com a mulher de quem gosta.
O single foi certificado Platina nos Estados Unidos pela Recording Industry Association of America (RIAA) e ouro no Reino Unido pela British Phonographic Industry (BPI) e no Canadá pela Canadian Recording Industry Association (MC).
O clipe de "Undecided" foi lançado junto com a música e foi filmado no Píer de Santa Mônica sendo estrelado por Brown e pela atriz norte-americana Serayah.

## Antecedentes e composição
Segundo o engenheiro de mixagem de Brown, Patrizio Pigliapoco, "Undecided" foi gravada em agosto de 2018, pouco após o término dos shows da turnê "Heartbreak on a Full Moon Tour", no estúdio montado na casa de Brown, sendo a primeira música composta para o álbum Indigo. A canção foi escrita por Chris Brown, Antonio Stith e Felicia Ferraro, e foi produzida por Scott Storch, que já havia trabalhado com Brown em seus singles "Run It!" (2005) e "Gimme That" (2006), bem como em seus álbuns Exclusive (2007) e Heartbreak on a Full Moon (2017).
"Undecided" é uma música R&B e pop "melódica" midtempo, com um instrumental  que remete a tendências tropicais. A música dura três minutos e oito segundos e contém uma amostra do sucesso de 1991 da cantora americana de R&B, Shanice, "I Love Your Smile". A ThisisRnB descreveu a música como de "sonoridade doce" com conteúdo romântico . Liricamente, "Undecided" é sobre Brown refletindo sobre sua hesitação em se comprometer totalmente com uma mulher, percebendo que a ama demais para não seguir a fundo.

## Recepção critica
A revista Vibe elogiou "Undecided" e a classificou como a sétima melhor música de R&B do ano de 2019. A HotNewHipHop a definiu como "uma canção de amor que mostra todas as notas que Brown é famoso por acertar".

## Clipe Musical
Em 4 de janeiro de 2019, Brown divulgou o videoclipe de "Undecided" em sua conta no YouTube. O videoclipe foi dirigido pelo próprio Chris Brown e Arrad apresentando a atriz Serayah como o interesse amoroso de Brown.

## Paradas
| Chart (2019)                                       | posição |
| -------------------------------------------------- | ------- |
| Australia (ARIA)                                   | 58      |
| Bélgica (Ultratip Bubbling Under de Flandres)      | 29      |
| Bélgica (Ultratip Bubbling Under da Valônia)       | 20      |
| Canadá (Canadian Hot 100)                          | 57      |
| França (SNEP)                                      | 150     |
| Alemanha (Offizielle Deutsche Charts)              | 94      |
| Ireland (IRMA)                                     | 46      |
| Japão (Japan Hot 100)                              | 92      |
| Netherlands (Dutch Top 40 Tipparade)               | 7       |
| Países Baixos (Single Top 100)                     | 43      |
| New Zealand (Recorded Music NZ)                    | 15      |
| Escócia (Scottish Singles Chart)                   | 32      |
| Sweden Heatseeker (Sverigetopplistan)              | 15      |
| Suíça (Schweizer Hitparade)                        | 47      |
| Reino Unido (UK Singles Chart)                     | 15      |
| Reino Unido (OCC UK R&B)                           | 6       |
| Estados Unidos (Billboard Hot 100)                 | 35      |
| Estados Unidos (Billboard Adult R&B Songs)         | 4       |
| Estados Unidos (Billboard R&B/Hip-Hop Songs)       | 15      |
| Estados Unidos (Billboard Hot R&B/Hip-Hop Airplay) | 4       |
| Estados Unidos (Billboard Rhythmic)                | 10      |

| Chart (2019)                         | Posição |
| ------------------------------------ | ------- |
| US Hot R&B/Hip-Hop Songs (Billboard) | 77      |